# تخریب طاق‌بستان
تخریب طاق‌بستان به فرآیندهایی اشاره دارد که به تخریب فیزیکی اثر تاریخی طاق‌بستان در شهر کرمانشاه و حریم آن منجر می‌شود. این فرایندها از مدت‌ها پیش آغاز شده و هم‌اکنون نیز ادامه دارند.
کار ساماندهی مجموعهٔ تاریخی طاقبستان در سال ۱۳۸۷ و فاز مطالعات آن از سال ۱۳۸۹ آغاز شد. متعاقباً کار اجرا و مرمت آثار و محوطه نیز از سال ۱۳۹۱ آغاز شده‌است. با این حال علیرغم گذشت بیش از یک دهه هنوز به نتیجه نرسیده و حتی راکد مانده‌است. به گفتهٔ علیرضا مرادی بیستونی سرپرست سابق پایگاه طاق‌بستا، تغییرات به عمل آمده در پروژهٔ ساماندهی بر اساس طرحی صورت می‌گیرد که شرکت مهندسین مشاور آتک در گذشته طراحی کرده و وسعت آن در حدود هزار هکتار از زمین‌های غربی محوطه تاریخی طاقبستان تا نزدیک بیمارستان امام رضا و همچنین بلوار طاق‌بستان تا پل ولایت را دربر می‌گیرد. در این محدودهٔ هزار هکتاری ۶۸ پروژه شامل حذف الحاقات و ایجاد تأسیسات پیش‌بینی شده که قرار است در سه فاز عملیاتی شود و فاز اول آن نیز از خود مجموعهٔ طاق‌ها آغاز شده‌است. طرح ساماندهی قرار بود از تخریب آثار تاریخی جلوگیری کرده و همچنین مقدمات لازم برای ثبت این آثار در فهرست میراث جهانی یونسکو را فراهم کند. با این حال پس از یک دهه وارد آمدن آسیب‌ها به این مجموعهٔ تاریخی ادامه داشته و حتی تشدید شده‌است. کارشناسان باستانشناسی که از نزدیک وضعیت این محوطه را رصد می‌کنند معتقدند که مدیریت این مجموعه پیگیری و پیشگیری‌های اصولی با هدف بهبود وضعیت طاق‌بستان را انجام نداده‌اند، خبری از چک‌های روزانه از وضعیت آثار تاریخی نبوده‌است و در مجموع طاق‌بستان در این سال‌ها به حال خود رها شده‌است. علاوه بر این از غیربومی بودن مدیران مجموعه که ماهانه دو یا سه روز بیشتر نمی‌تواند در استان باشند و در صورت حضور نیز می‌باید وقت خود را بین دو محوطهٔ بیستون و تاق‌بستان تقسیم کنند انتقاد شده‌است. کارشناسان معتقدند برای حفاظت از این آثار می‌باید تمیزکاری آن‌ها به صورت روزانه انجام شود که کاملاً مشهود است این اتفاق در مورد طاقبستان نیفتاده است. به گفتهٔ حسین راعی مدیر پایگاه طاق‌بستان به‌طور کلی عوامل تخریبی سنگ‌های طاق بستان در دو دستهٔ عوامل درونی و بیرونی قابل طبقه‌بندی هستند، که عواملی مانند شرایط و نحوه تشکیل سنگ، و ترکیب شیمیایی آن از عوامل درونی، و عواملی مانند دما، رطوبت، نور و گرما از عوامل بیرونی به حساب می‌آیند. او معتقد است سنگ‌نگاره طاق بستان طی ۱۵ قرن با مجموعه‌ای از این عوامل مواجه بوده‌اند و وضعیت کنونی این آثار در نتیجهٔ ۱۵ قرن فرسایش طبیعی به وجود آمده‌است.

## آسیب‌ها در زمان نامشخص
برخی از آسیب‌هایی که به مجموعه و آثار تاریخی طاق‌بستان وارد آمده در زمانی نامشخص روی داده‌است و تعیین زمان دقیق وقوع آن‌ها تاکنون انجام نشده‌است. از جملهٔ این آسیب‌ها می‌توان به نابودی فرشتهٔ بالای سمت چپ طاق بزرگ یا پای راست اسب در طاق بزرگ اشاره کرد. همچنین برخی از پیکره‌ها از ناحیهٔ صورت آسیب جبران‌ناپذیری دیده‌اند. تخریب چهرهٔ این پیکره‌ها در شرایطی که بقیهٔ بدن آن‌ها آسیب چندانی ندیده‌است، می‌تواند نشان از تلاشی عمدی برای از بین بردن شمایل‌های مذهبی دانسته شود.

### فرشتهٔ طاق بزرگ
در بالای طاق بزرگ و در هر دو طرف نقشی از دو زن حجاری شده که با داشتن بال و در دست داشتن حلقه‌ای نمادین دو فرشته و نمادی از آناهیتا ایزدبانوی آب‌ها در میترائیسم و زردشتیگری عصر ساسانی دانسته شده‌اند. این دو فرشته همچنین یادآور نیکه هستند. بخشی از بدنهٔ فرشتهٔ بالدار در قسمت غربی طاق بزرگ از بین رفته‌است که با استفاده از سنگ‌های کوه طاق‌بستان به شکلی آشکار مرمت شده‌است.

### پای راست شبدیز
پای راست عقبی اسب طاق بزرگ که گفته می‌شود شبدیز اسب خسروپرویز پادشاه ساسانی است، در زمانی نامعلوم و به دلیل نامعلومی شکسته‌است.

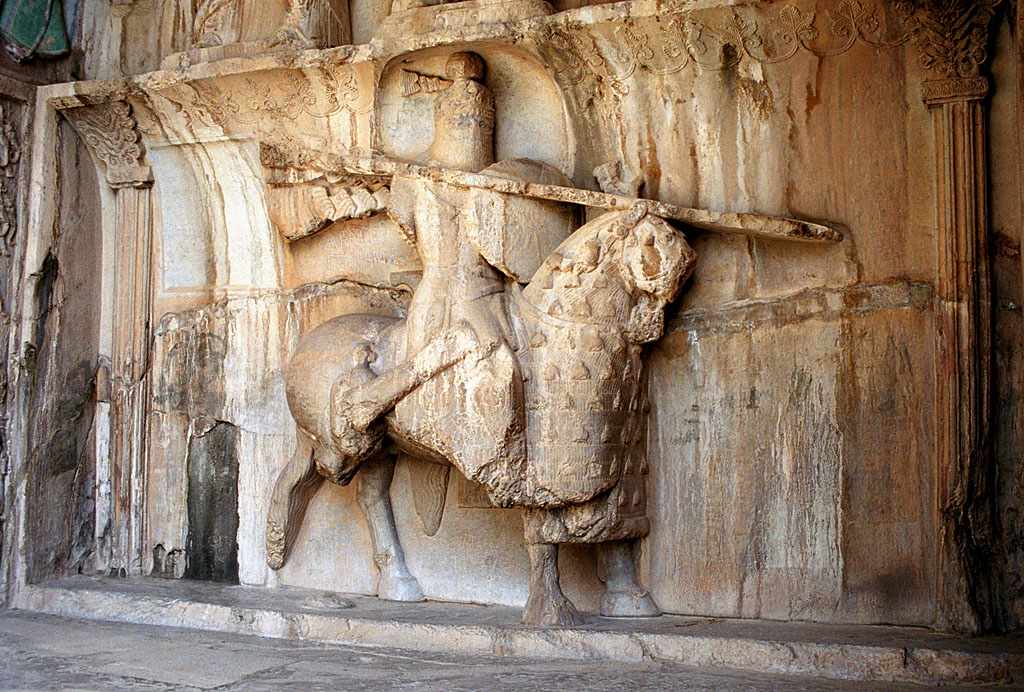
پای عقب اسب، دست راست سوارکار و انتهای نیزۀ او در زمان معلومی تخریب شده‌است.

### دست راست سوارکار
دست راست سوارکار در زمانی نامشخص شکسته و به کلی نابود شده‌است. همچنین به نیزهٔ او نیز آسیب زیادی وارد شده‌است.

### تخریب چهرهٔ پیکره‌ها
چهرهٔ برخی از پیکره‌های طاق‌بستان آسیب دیده‌است. این در حالی است که بقیهٔ بدن آن‌ها آسیب چندانی ندیده‌است. این امر نشان از تخریبی عمدی دارد که می‌تواند با انگیزهٔ مذهبی و با هدف شمایل‌شکنی انجام شده‌باشد.

## یادگاری‌نویسی

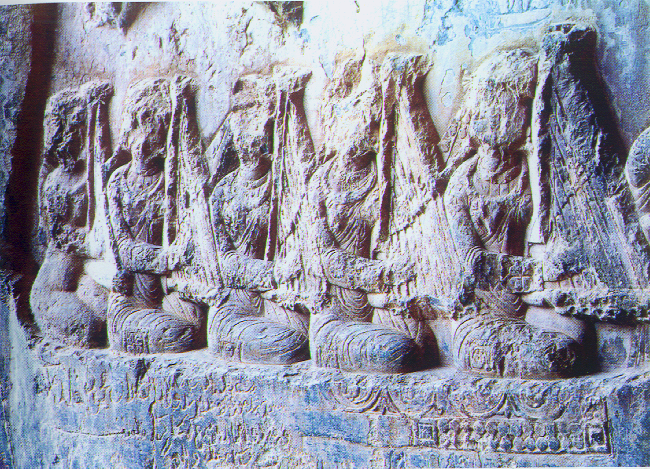
آسیب‌های زیادی به حجاری‌ها زده شده و در همه‌جای ان نشانه‌های یادگاری‌نویسی به چشم می‌خورد.

طاق‌بستان قربانی وندالیسم نیز بوده و در دوران مختلف تاریخی یادگاری‌های زیادی بر روی آثار تاریخی طاق‌بستان نوشته شده‌است. اگرچه تاریخی که برای برخی از این آثار توسط یادگاری‌نویسان حکاکی شده حتی به صد سال پیش و اواخر دورهٔ قاجار می‌رسند، اما بالاتر آوردن کف محوطه در دورهٔ پهلوی دوم نقش مهمی در افزایش یادگاری‌نویسی‌ها داشته‌است. از روی تاریخ‌ها و اسامی یادگاری‌نویسان می‌توان تشخیص داد که برخی از این یادگاری‌نویسی‌ها را سربازان جنگ جهانی دوم انجام داده‌اند و شاید برخی از تخریب‌ها نیز در همان زمان اتفاق افتاده باشد؛ که این امر نشانگر آن است که توافقی بین‌المللی برای حفاظت از آثار تاریخی در زمان وقوع جنگ وجود نداشته‌است. علاوه بر یادگاری‌نویسی‌ها در جای‌جای نقوش برجسته و صحنه‌های شکارگاه اثر تخریب‌هایی که با استفاده از اشیای نوک‌تیز وارد آمده به چشم می‌خورد و همچنین در چندین جا جملاتی به خط نستعلیق بر روی نقش‌نگاره‌ها کنده‌کاری شده‌است که به نقوش تاریخی آسیب زده‌است.

## دوران قاجار
دقیقاً مشخص نیست که وارد آوردن آسیب به مجموعهٔ طاق‌بستان از چه زمانی آغاز شده‌است. اما در دوران قاجار تصرفات زیادی در این مجموعه به عمل آمده که تأثیر زیادی در هویت مجموعه داشته‌است. این دخل و تصرف‌ها که به ویژه در تاق بزرگ تاق‌بستان بیشتر نمود داشته‌است، منجر به از بین رفتن پیوستگی کلی آثار دورهٔ ساسانی شده‌است. دوران قاجار شاهد ظهور پدیدهٔ ناسیونالیسم ایرانی و گرایش ناسیونالیسم عظمت‌طلبانهٔ باستان‌گرایانه بوده‌است. برخی از شاهان و شاهزادگان قاجار نیز از عاملین یا متأثرین از این گرایش فکری بودند. آن‌ها بدین منظور شروع به حجاری کتیبه‌های سنگی در تنگه‌واشی فیروزکوه، چشمه‌علی شهرری و لاریجان آمل به تقلید از پادشاهان باستان کردند و در طاق‌بستان کرمانشاه نیز با ایجاد تصرفاتی تلاش کردند تا نقش خود را به این مجموعه اضافه کنند.

### نقش‌برجستهٔ محمدعلی میرزا دولتشاه

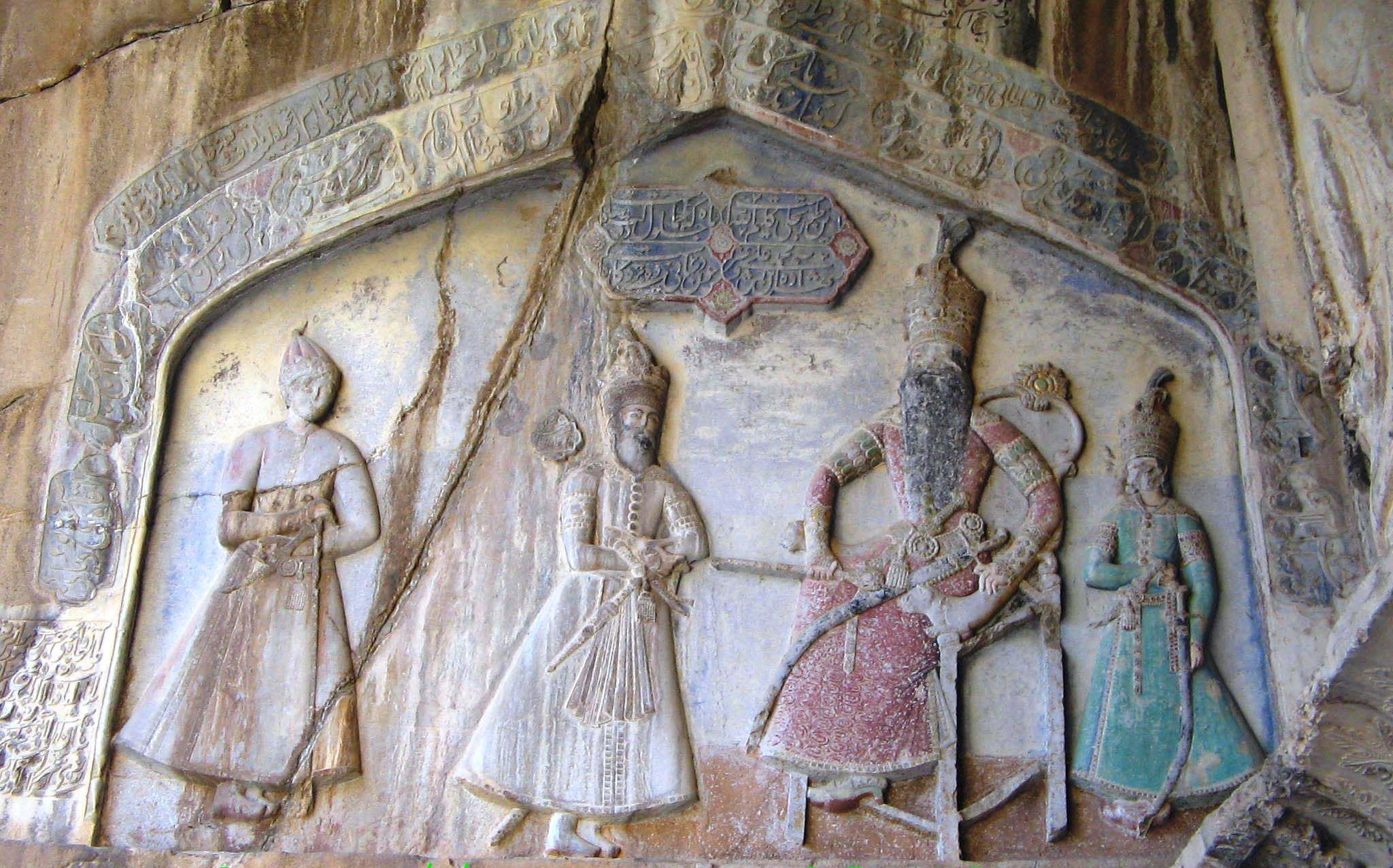
دخل و تصرفات محمدعلی میرزا دولتشاه در طاق بزرگ آسیب بزرگی به این اثر وارد کرده‌است.

مهم‌ترین دخل و تصرف شاهزادگان قاجار در کتیبهٔ محمدعلی میرزا دولتشاه نمود دارد. این کتیبه در قسمت بالای شکارگاه گراز در تاق بزرگ حجاری شده و در آن تصویری از محمدعلی میرزا دولتشاه فرزند فتحعلیشاه و حاکم کرمانشاه در دوران پادشاهی وی نقش شده‌است. دو پسر شاه و فردی به نام آقاغنی که مباشر دولتشاه بوده در این کتیبه دیده می‌شوند که یک پسر شاه در مقابلش و دیگری پشت سرش ایستاده و آقاغنی نیز در مقابل شاه و پشت سر دولتشاه ایستاده‌است. در قسمت بالا و سمت چپ این کتیبه نیز اشعاری با خط نستعلیق در مدح پادشاه به همراه یک وقفنامه حجاری شده‌است.

### عمارت مسعودیه

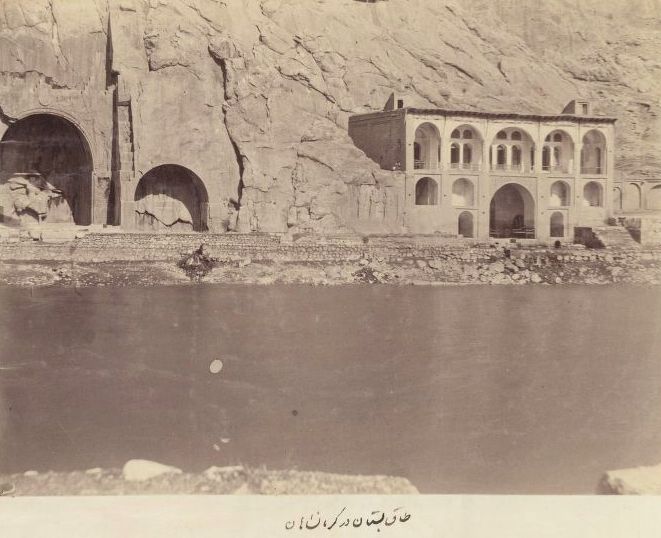
حاکمان قاجاری کرمانشاه برای خود در طاق‌بستان ویلای اختصاصی ساخته‌بودند.

عمارت مسعودیه بین سال‌های ۱۸۵۴ تا ۱۸۶۷ ساخته شده‌است. پس از جنگ جهانی اول ستون‌های چوبی عمارت جایگزین ستون‌های اصلی و طاق‌های طبقهٔ اول شده‌است. عمارت مسعودیه در سال ۱۹۶۳ در پی نشست شورای عالی باستان‌شناسی که با حضور رومن گیرشمن، رائول کوریل و دیوید استروناخ برگزار شد، با هدف آزادسازی چشمهٔ زیر عمارت که گمان می‌رفت محل پرستشگاه آناهیتا باشد تخریب شد و اکنون نشانی از آن باقی نمانده‌است.

### کتیبهٔ عمادالدوله
به دستور امام قلی‌میرزا عمادالدوله در بیرون تاق بزرگ و بر دیوارهٔ سمت راست کتیبه‌ای در ۱۰ سطر و به خط ثلث حجاری شده‌است که تاریخ احداث عمارت مسعودیه را ۱۲۸۰ هجری قمری (میلادی) ذکر کرده و به شرح احداث عمارت‌ها و به‌ویژه عمارت مسعودیه توسط عمادالدوله می‌پردازد.

### کتیبهٔ جنگ صحنه
در تاق بزرگ در قسمت پشت سوارکار زره‌پوش و انتهای نیزهٔ او یک قاب حجاری‌شده به چشم می‌خورد که به ظاهرخالی است و به ظاهر برای نگارش کتیبه‌ای آماده شده‌است. تصاویر و گراورهای قدیمی از تاق‌بستان حاکی از این است که این قاب خالی نبوده، بلکه در گذشته کتیبه‌ای به خط نستعلیق در آن وجود داشته که گویا به عمد تخریب شده‌است. در جلد هشتم کتاب سیری در هنر ایران از دوران پیش از تاریخ تا امروز نوشتهٔ آرتور پوپ، عکسی از فریدریش پاول تئودور زاره، از قسمت فوقانی تاق بزرگ چاپ شده در آن بخش کوچکی از قسمت پایین تاق نیز نمایان است و به وضوح نشان می‌دهد که کتیبه‌ای به خط نستعلیق دراین قاب وجود داشته‌است. با این حال در تصاویری که در کتاب‌های هنر ایران باستان نوشتهٔ زاره، سفرنامهٔ جکسون و سفرنامهٔ بایندر چاپ شده نشانی از این کتیبه دیده نمی‌شود. با بررسی این تصاویر مشخص می‌شود که نه تنها این کتیبه در نتیجهٔ تصرفی در طاق بزرگ ایجاد شده، بلکه بخشی از انتهای نیزهٔ سوارکار نیز برای حجاری آن تخریب شده‌است کتیبهٔ مورد بحث در قابی به بلندی ۱۳۹ سانتی‌متر و پهنای ۱۲۷ سانتی‌متر حجاری شده‌است و علیرغم آنکه رد تیشه‌های فرودآمده بر آن گواهی از تلاش عمدی برای پاک کردن آن دارد، اما سایهٔ بسیاری از کلمات آن به صورت محو باقی مانده‌است. در سال ۱۳۸۸ ملیحه مهدی‌آبادی که مسئولیت پایگاه طاق‌بستان را بر عهده دارد، پژوهشی بر روی این کتیبه انجام داد که در نتیجهٔ آن مشخص شد محتوای این کتیبه مربوط به حوادث سال ۱۳۳۰ قمری (۱۹۱۱ میلادی) و سرکوب شورش سالارالدوله توسط نیروهای دولتی در اواخر دوران قاجار در کرمانشاه است و دست‌کم دو سطر آن هم مستقیماً به نبرد صحنه اشاره می‌کند. با وجود اینکه وی توانست مشخص کند که این کتیبه توسط فردی حجاری شده که برای ماقبل با سالارالدوله در ۲۴ ربیع‌الثانی ۱۳۳۰ به کرمانشاه اعزام شده بوده، اما باز هم نام او به درستی مشخص نشده‌است. در هر صورت برای حجاری این کتیبه بخشی از اثر ساسانی از بین رفته و سپس کتیبهٔ مورد نظر خود نیز از بین رفته‌است.

## دوران پهلوی
در دوران پهلوی نیز مجموعهٔ طاق‌بستان شاهد تغییرات بسیاری بود و به ویژه طی سال‌های ۱۳۴۸–۱۳۴۹ تغییرات زیادی در مجموعه به وجود آمد. هدف از این تغییرات آماده ساختن طاق‌بستان برای بازدید مهمانانی بود که در سال ۱۳۵۰ برای جشن‌های ۲۵۰۰ ساله شاهنشاهی ایران به ایران می‌آمدند و قرار بود بر سر راه از آثار تاریخی بیستون و طاق‌بستان نیز دیدن کنند. یکی از این اقدامات بالاتر آوردن کف طاق‌ها و پوشاندن آن با سیمان و سنگ‌های تخت بود، به گونه‌ای که فرد بازدیدکننده هم‌تراز با طاق‌ها قرار بگیرد و بتواند از نزدیک آن را مشاهده و حتی لمس کند. این اقدام اشتباه که تنها با هدف نمایش اثر انجام شد سبب شد تا برای چندین دهه آب تراویده از چشمه‌ها به درستی خارج نشود، به طوری که چشمهٔ آبی که زیر نقش میترا در نگارهٔ اردشیر قرار دارد به کلی مدفون شده بود که در نتیجهٔ آن آب‌هایی که خارج نمی‌شد به پشت طاق‌ها برمی‌گشت و از خلل و فرج آن‌ها در لابه‌لای سنگ‌نگاره‌ها خارج می‌شد. همچنین با توجه به اینکه میانگین درجهٔ ذوب و انجماد آب در طول سال در شهر کرمانشاه با آب و هوای معتدل کوهستانی ۸۳ است، درز آب از چشمه‌ها و نیز ریزش برف و باران سبب می‌شود آب در میان خلل و فرج و ترک‌های سنگ‌ها رفته و با تغییر شکل از مایع به جامد که با افزایش حجم نیز مواجه خواهد بود فشار زیادی به سنگ‌ها بیاورد که سبب ترک خوردن نقوش برجستهٔ تاریخی می‌شود. این بدان معناست که در فصول سرد با توجه به درجهٔ ذوب و انجماد آب در کرمانشاه و در اثر افزایش حجم ناشی از یخ بستن آب ترک‌ها و خلل و فرج موجود در سنگ‌ها مدام بزرگ و بزرگ‌تر شده‌است.

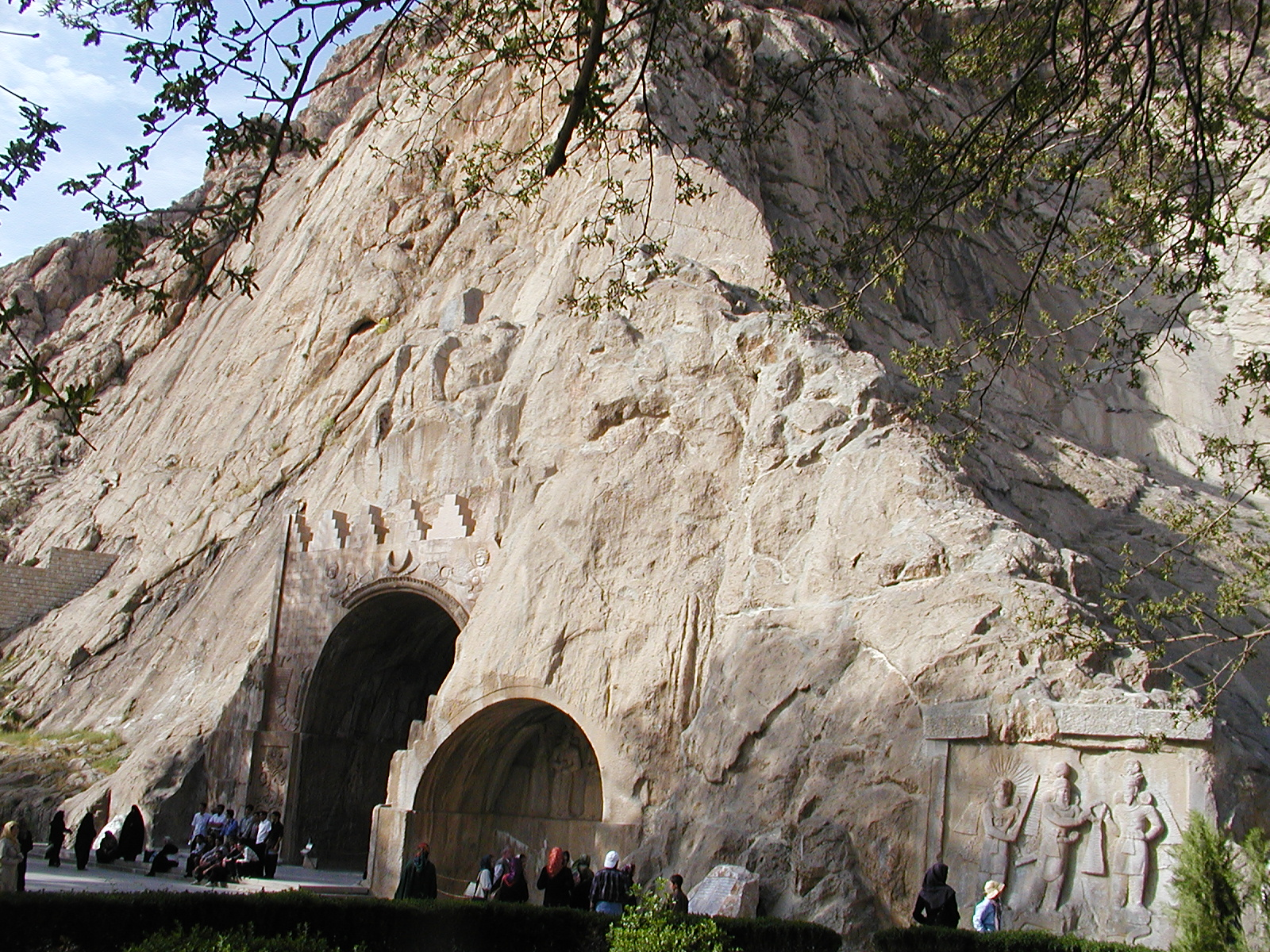
در دوران پهلوی کف محوطه با طاق‌ها هم‌سطح شد.

به گفتهٔ حسین راعی مدیر پایگاه طاق‌بستان مرمت‌هایی که در گذشته بر روی طاق‌بستان انجام شده، نه تنها کمکی به حفظ مجموعه نکرده، بلکه در برخی موارد منجر به تخریب بیشتری نیز شده‌است. علاوه بر بالا آوردن کف محوطهٔ بیرون طاق‌ها به ارتفاع تقریبی ۵/۱ متر، اقدامت غلط دیگری مانند بندکشی ترک‌ها با استفاده از سیمان، و نیز کف‌فرش نمودن زمین با سنگ‌های تخت و سیمان سبب شده‌بود تا رطوبت کف و رطوبت صعودی در زیر زمین جمع شده، تنفس طبیعی سنگ‌ها خفه شده و منبعی از رطوبت در اطراف طاق‌ها به وجود آید و در نتیجهٔ آن رطوبت صعودی از قسمت نقش‌برجسته‌ها به بیرون تراوش کند.
بالا آوردن کف محوطهٔ جلوی طاق‌ها علاوه بر مسدود کردن مسیر آب چشمه، سبب شده‌بود تا آثار تاریخی به راحتی قابل لمس بوده و امکان آسیب زدن بدان به راحتی میسر باشد. گزارش‌هایی وجود دارد که بازدیدگنندگان به راحتی وارد فضای طاق‌ها شده و زیر طاق‌ها پخت‌وپز انجام می‌داده‌اند که سبب نشستن دوده بر روی سنگ‌ها شده که هنوز هم آثار آن پابرجاست. همچنین این دسترسی سبب شده تا یادگاری‌نویسی‌های بسیاری بر بدنهٔ طاق‌ها انجام شود.

## آسیب‌های کنونی

### تخریب گورستان پارتی
در زمستان سال ۱۳۴۸ طی پروژه‌های محوطه‌سازی و ایجاد فضای سبز در محدودهٔ طاق‌بستان، کارگران شهرداری کرمانشاه در حین کندن زمین برای کاشت نهال به منظور ساخت پارک غربی طاق‌بستان، در تپهٔ واقع در غرب نقوش برجستهٔ طاق‌بستان به تعدادی ظرف سفالی برخورد کردند. کاوش‌های بیشتر نشان داد که در این نقطه گورستانی وجود دارد که قدمت آن به دوران اشکانیان می‌رسد. در آن زمان بیش از ۴۰ گور-خمره از دوران اشکانیان به دست آمد و علاوهبر این به همراه آن‌ها بقایایی از معماری دورهٔ پیش از تاریخ (عصر مفرغ، فرهنگ گودین III و دورهٔ تاریخی) نیز کشف شد. کاوش‌های بعدی در خرداد ۱۳۹۴ نشان داد که روستایی با قدمت ۵۵۰۰ سال در این نقطه وجود داشته‌است و اشیای باستانی بسیاری در این نقطه باقی مانده‌است. این در حالی است که شهرداری کرمانشاه در اوایل دههٔ ۱۳۸۰ خورشیدی، شهرداری کرمانشاه با هدف ایجاد پارکینگ محدودهٔ کاوش شده را تسطیح، خاکبرداری و بخش بسیار بزرگی از آن را ویران کرده‌است.

### آسیب‌های ناشی از چشمه‌های پشت طاق
به گفتهٔ احسان احمدی نصر باستان‌شناس و شهردار سابق بیستون، کوه طاقبستان از کارست آهکین ساخته شده و در شمال غربی طاق یک زون خُردشده قرار دارد. آب‌های ناشی از نزولات جوی در این زون خردشده تجمع می‌کنند و در جهت شمال غربی به جنوب شرقی از سه چشمه در پشت طاق‌ها خارج می‌شود. به همین دلیل دهانهٔ چشمه‌ها توان خروج حجم معینی از آب دا دارد و بارش فراوان و بیش از اندازه می‌تواند سبب شود آب به پشت طاق‌ها برگردد، که این می‌تواند سبب ریزش طاق‌ها یا حتی کنده شدن قسمتی از کوه بشود.
در فروردین ۱۳۹۸ که بارندگی‌های بی‌سابقه سبب وقوع سیل در نقاط مختلف ایران شد، طاق‌بستان نیز در معرض خطر آسیب‌دیدگی قرار گرفت و کارشناسان هشدار دادند که عدم رسیدگی به وضعیت خروج آب از چشمه‌های پشت طاق می‌تواند سبب نابودی کامل این اثر تاریخی شود.

### لرزش ناشی از دریل‌ها
در سال ۱۳۹۱ بخش مهمی از عملیات ساماندهی محوطهٔ طاق‌بستان با هدف آزادسازی چشمهٔ سوم و رفع آسیب‌های به وجود آمده در نتیجهٔ بالا آمدن سطح محوطه و نشت آب به پشت طاق‌ها انجام شد. با بررسی سطح بالاآمدهٔ مقابل طاق‌ها مشخص شد که تا عمق ۱/۴ متر با نخاله، خاک و بتن پر شده‌است که هیچ ارزش تاریخی ندارد. با این حال پایین بردن سطح مقابل طاق‌ها که با حذف کانال‌های بتنی آب نیز همراه بود، نیازمند استفاده از دستگاه‌های مکانیکی سنگین بود و نحوهٔ انجام این فرایند به گونه‌ای بود که انتقادات زیادی را برانگیخت. در زمان این عملیات از ماشین‌آلات عظیم‌الجثه و دریل‌های بزرگ با ارتعاش بسیار بالا که غالباً در معادن مورد استفاده قرار می‌گیرد استفاده شد و ماشین‌های سنگین از قبیل کامیون‌های حمل بار به تردد در محوطهٔ طاق‌ها پرداختند.

### آسیب‌های بیولوژیک به سنگ‌نگاره‌ها
در آذرماه ۱۳۹۶ خبرگزاری مهر گزارش داد که نقوش برجستهٔ طاق‌های طاقبستان و حجاری‌های آن مورد هجوم عنکبوت‌های کوچک قرار گرفته و تارهای این عنکبوت‌ها سراسر زوایای نقش‌برجسته‌ها را دربر گرفته‌است. این عنکبوت‌ها موادی قلیایی از خود ترشح می‌کنند که به همراه آلودگی‌های محیطی دیگر مانند چربی دود کبابی‌ها و منو اکسید کربن بیش از حد مجاز در منطقه توسط منازل مسکونی و تردد خودروها تأثیر بسیار مخربی بر روی آثار تاریخی مجموعهٔ طاق‌بستان دارد. گذر زمان و افزایش رطوبت هوا می‌تواند سبب افزایش فعل و انفعالات شیمیایی در تارهای تنیده‌شده به وسیلهٔ عنکبوت‌ها شده و روند تخریب را تسریع کند.

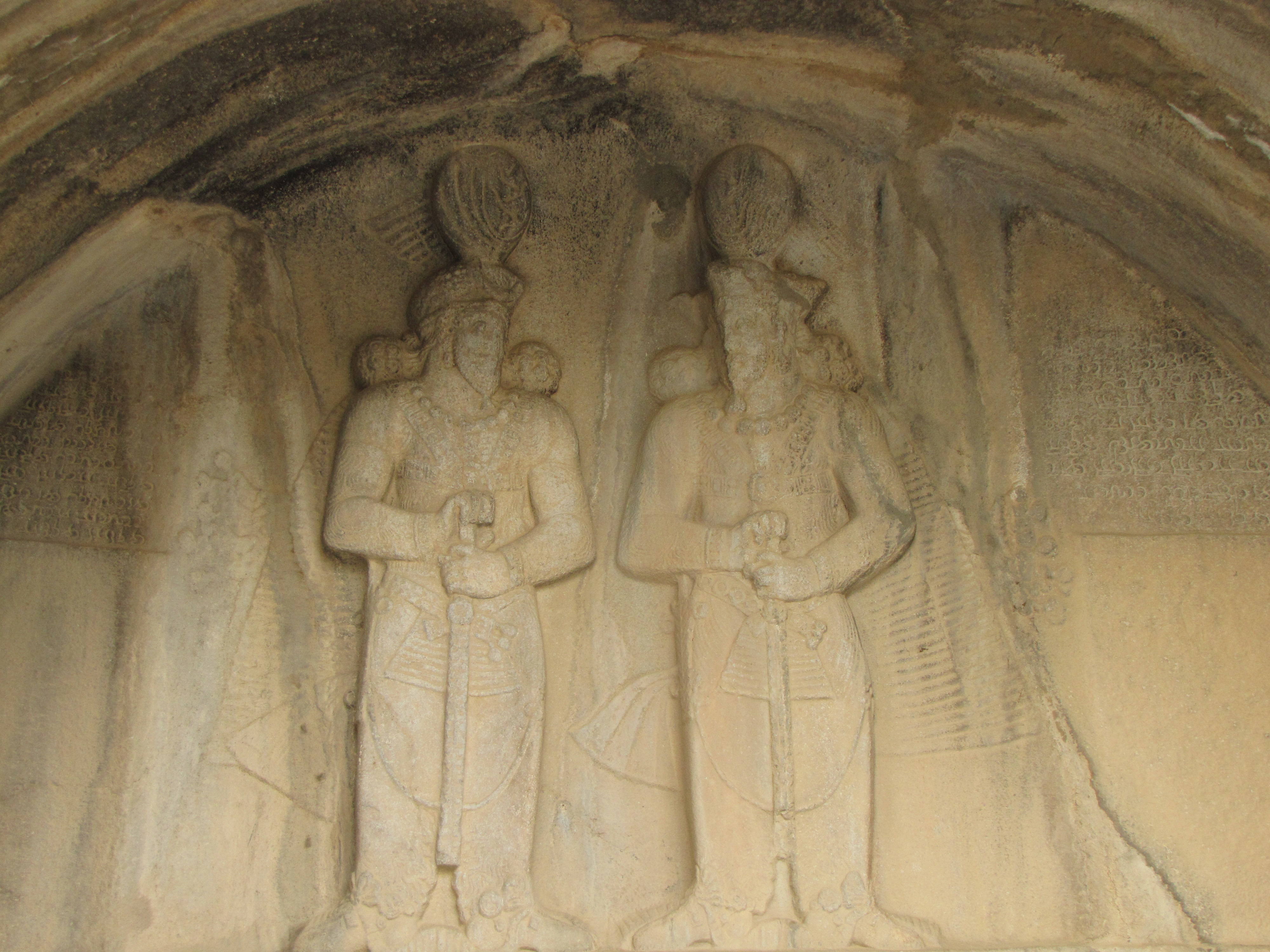
رسوبات سفید در طاق‌ها به وضوح مشخص است.

علاوه بر این در همان زمان اعلام شد که، کپک‌هایی سفید و سبز رنگ به ویژه در داخل طاق بزرگ پدید آمده که بافت آهکی سنگ را تحت تأثیر قرار داده‌است. این بدین معناست که نشت آب که طی سالیان متمادی به دلیل مسدود شدن دهانهٔ چشمه‌ها به پشت طاق‌ها بازمی‌گشت، سبب ایجاد کارسیب‌های سفید شده‌است که به صورت شوره‌زدگی دور طاق‌ها خود را نشان داده‌است و از نظر باستان‌شناسان طاق‌ها را با تهدید جدی مواجه کرده‌است.
اگرچه مدیر کل میراث فرهنگی، صنایع دستی و گردشگری استان کرمانشاه خبر وجود تارهای عنکبوت و کپک در کتیبه‌ها و سنگ‌نگاره‌های طاقبستان را تکذیب کرد، اما انتشار تصاویر و گزارش‌های بیشتر از وضعیت آسیب‌های بیولوژیک به طاق‌بستان نشان داد که وجود تارهای عنکبوت، کپک و کارسیب در زاویه‌های آثار تاریخی طاق‌بستان مشهود است. شاهین یاوری کارشناس ارشد باستان‌شناسی معتقد است باید به صورت جدی به مهار کردن هجوم حشرات، شامل کشتن حشرات، و از بین بردم تارها و تخم حشرات پرداخته شود. او گفته ابتدایی‌ترین کاری که باید انجام شود، مستندنگاری به دو روش توصیفی و ماکروسکوپی است و بعد از آن نیز می‌باید به منظور یافتن منشأ اثر رنگ‌دانه‌ها و مواد تشکیل دهندهٔ تارهای عنکبوت توموگرامی کامپیوتری انجام شود.او گفته‌است که محل کپک‌ها، ترک‌ها، کمبودها، مفقودها، چرکی‌ها و آفات بیولوژیکی باید به صورت دقیق ثبت شود. سپس به دو شیوهٔ دیجیتالی و دستی نقشهٔ آسیب‌نگاری تدوین شود. بعد از این مرحلهٔ تشخیصی، باید به نمونه‌برداری و آزمایش جهت شناسایی نمک‌ها پرداخت تا مشخص گردد که این کارسیب‌های سفیدرنگ شامل چه موادی -از قبیل کلراید، سولفات، فسفات یا کربنات- است و چه منشأیی دارد. سپس با انجام آزمایش‌های مکانیکی چگالی‌سنجی، درصد آب، سختی‌سنجی، نفوذپذیری، موئینگی و مقاومت‌ها در خصوص آسیب‌زا بودن چرک‌ها و لکه‌ها و روش‌های برطرف کردن آن‌ها تصمیم گرفته شود.
همچنین وجود آفات بیولوژیکی از قبیل گلسنگ‌ها، خزه‌ها و قارچ‌ها در طاق‌بستان مشهود است، و در بین خلل و فرج و درز سنگ‌ها گیاهانی روییده‌است. این گلسنگ‌ها، خزه‌ها، کپک‌ها و گیاهان دارای ریشه هستند و ریشهٔ آن‌ها سبب وارد آمدن فشار سنگین و با شدتی به آثار سنگی می‌شود. همچنین وجود لکه‌های چربی و فضولات جانوری نیز در نقوش برجسته مشهود است.

### ساخت و ساز در محوطه
در محوطهٔ تاریی طاق‌بستان ساخت و سازهای بسیاری انجام شده‌است که بخش عمده‌ای از آن را کاربری‌های تجاری تشکیل می‌دهند. از آن جمله رستوران‌هایی است که به عرضهٔ انواع کباب و نیز قلیان می‌پردازند. این رستوران‌ها علاوه بر آنکه بخش زیادی از محوطه را اشغال کرده‌اند، دود و چربی ناشی از آشپزی آن‌ها می‌تواند در دراز مدت به طاق‌ها آسیب بزند. هرچند به لحاظ مردم‌شناسی دنده‌کبابی‌های اطراف محوطه به بخشی از هویت اجتماعی طاقبستان تبدیل شده‌است، اما از لحاظ فنی دود کباب با چربی همراه بوده و در بلندمدت آسیب جبران‌ناپذیری به آثار تاریخی وارد می‌آورد. علاوه بر این امکان هرگونه عملیات اکتشاف باستان‌شناختی نیز با وجود آن‌ها از بین رفته‌است. اداره کل میراث فرهنگی، صنایع دستی و گردشگری استان کرمانشاه از سال ۱۳۸۷ کار آزادسازی عرصهٔ طاق‌بستان را آزاد کرده‌است، اما همواره با کمبود اعتبار برای تملک بناهای موجود در این محوطه مواجه بوده‌است. این کمبود اعتبار به ویژه با بروز تورم افسارگسیخته در سال‌های آخر دههٔ ۱۳۹۰ شدت بیشتری گرفته‌است، به گونه‌ای که بر اساس اخبار منتظرشده تنها برای تملک یک واحد دنده‌کبابی در اطراف محوطهٔ طاق‌بستان ۳/۸ میلیارد تومان هزینه شده‌است. نحوهٔ تملک و آزادسازی عرصهٔ اشغال‌شده توسط رستوران‌ها نیز مورد انتقاد زیادی قرار گرفته‌است؛ چرا که از یک سو رستوران‌های طاق‌بستان عامل انسانی مهمی در کشاندن مردم به این نقطه هستند و گردشگران زیادی به خاطر این رستوران‌ها برای گذراندن وقت و استفاده از غذاهای سنتی کردی به ویژه دنده‌کباب به این تفرجگاه می‌آیند، و از سوی دیگر نیز این کار سبب بیکاری نیروی کار و متصدیان این رستوران‌ها شده‌است. با این وجود ثبت جهانی این اثر در گروی حذف الحاقات توسط عوامل انسانی و همچنین بازگرداندن کل مجموعه به هویت تاریخی خود است.
علاوه بر رستوران‌ها، تعداد زیادی از منازل روستای تاریخی طاق‌بستان نیز در حریم محوطهٔ تاریخی قرار دارد و می‌باید تملک و جابه‌جا شود که انجام این کار نیز تاکنون پیشرفت چندانی نداشته‌است. این در حالی است که کشف آثار تاریخی از روستای طاق‌بستان حاکی از آن است که آثار تاریخی قابل توجهی در این منطقه وجود دارد که می‌تواند به عنوان الحاقات پروندهٔ طاق‌بستان برای ثبت در فهرست میراث جهانی یونسکو اهمیت بالایی داشته‌باشد.

### بروز ترک‌های کوچک
در دی ۱۳۹۶ اعلام شد که در نقوش برجسته ایوان کوچک که نقوش برجسته شاهپور دوم و سوم قرار دارد، تعداد زیادی ترک کوچک ایجاد شده‌است. یکی از این ترک‌ها در قسمت مربوط به دست شاهپور دوم ایجاد شده‌است که ترمیم غیراصولی آن با انتقادات بسیاری مواجه شده‌است. مسئولان میراث فرهنگی کرمانشاه این ترک را با اضافه کردن ساختارهای سیلیسی پر کرده‌اند، اما کارشناسان معتقدند که این روش که به لکه‌گیری در نقاشی ساختمان شباهت دارد، به نقش‌برجسته آسیب می‌زند و سبب جدایی و گسستگی در ساختار سنگی می‌شود، و به جای می‌باید دوخت لازم صورت گرفته و سپس با رزین پوشانده شود. مدیر کل میراث فرهنگی، صنایع دستی و گردشگری استان کرمانشاه بروز این ترک‌ها را تکذیب کرد و حتی ادعا کرد که این آثار تاریخی از سال ۱۳۶۰ به بعد مرمت نشده‌اند. این در حالی بود که انتشار گزارش‌های بعدی نشان داد که میراث فرهنگی کرمانشاه طی سال‌های ۱۳۷۲ تا ۱۳۷۴ آثار تاریخی طاق‌بستان را مرمت کرده‌است. در انتقادات به عمل آمده از ترمیم غیراصولی دست شاپور دوم مشخص شد که میراث فرهنگی در دههٔ هفتاد خورشیدی از این شیوهٔ غیراصولی در ترمیم آثار تاق‌بستان استفاده کرده‌است. در رابطه با علت بروز این ترک‌ها توضیح مشخصی داده نشده‌است. برخی استفاده از دستگاه‌ها و تجهیزات سنگین برای لایه‌برداری‌های صورت‌گرفته در ضلع غربی نقش‌برجسته را علت بروز این ترک‌ها اعلام کردند. همچنین از تأثیرات آب و سرمایش و گرمایش نیز به عنوان دلیلی برای بروز ترک‌های کوچک در نقوش برجسته یاد شده‌است. اما مهم‌تر از همه وقوع زلزله‌های پیاپی در کرمانشاه بوده که توسط برخی به عنوان یکی دیگر از دلایل احتمالی بروز این پدیده عنوان شده‌است.

### قطع درختان محوطه
در جریان عملیات ساماندهی محوطهٔ طاق‌بستان تعدادی از درختان این محوطه به ویژه در محوطهٔ جلوی طاق‌ها قطع شده‌اند. با این حال حسین راعی مدیر پایگاه ملی تاق‌بستان در اسفند ۱۳۹۶ اظهار کرد که درختان قطع‌شده در پایین‌دست محوطه قرار داشته‌اند و هیچ درختی در درون محوطهٔ طاق‌ّستان قطع نشده‌است و آن درختان نیز به دلیل خشک شدن و احتمال سقوط آن‌ها و بر اساس نظر کارشناسان شهرداری قطع شده‌اند. این در حالی است که تصاویری از تنهٔ قطع‌شدهٔ درختان درون محوطه منتشر شده‌است.
قطع درختان در طاق‌بستان به موارد مربوط به طرح ساماندهی محدود نیست و دامنهٔ وسیع‌تری دارد. در دی ۱۳۸۹ اعلام شد که دادگاه حکم تخریب درختان پارک شرقی طاق‌بستان را در زمینی به مساحت ۳۶ هزار متر مربع صادر کرده و کار قطع این درختان تا جایی پیش رفته که حدود ۷۰ اصله درخت کهنسال نیز قطع شده‌است. فردی از ورثهٔ مالکین پیشین منطقه ادعای مالکیت زمینی به مساحت ۳۶ هزار متر در محوطهٔ واقع در پشت پاسگاه جاده قدیم تهران را کرده و دادگاه نیز به نفع او رأی داده و او نیز پس از صدور رأی دادگاه اقدام به بریدن درختانی با عمر بیش از ۴۰ سال کرده‌است. این در حالی است که این محوطه از مدت‌ها پیش به شهرداری واگذار شده و کاربری آن نیز پارک و فضای سبز در نظر گرفته شده‌است و حتی در صورت تغییر مالکیت، تغییر کاربری آن امکانپذیر نبوده‌است.

### گنبد امامزاده
در روستای طاق‌بستان که در فاصلهٔ بسیار نزدیک به محوطهٔ باستانی قرار دارد، زیارتگاهی وجود دارد که در سال‌های اخیر بحث بر سر توسعهٔ ساختمان و احداث گنبد بر روی آن سبب درگرفتن بحث‌هایی در این رابطه شده‌است. شجره‌نامهٔ این امامزاده توسط ادارهٔ اوقاف کرمانشاه در سال ۱۳۷۶ از محمود مرعشی تولیت کتابخانه بزرگ آیت الله مرعشی نجفی استعلام شده و پژوهشکده انساب سادات وابسته به این کتابخانه وجود بقعهٔ امام‌زاده‌ای به نام ابراهیم از نوادگان موسی کاظم در کرمانشاه را تأیید کرده‌است.  در سال ۱۳۹۰ ادارهٔ اوقاف و امور خیریهٔ استان کرمانشاه تصمیم به ساخت بنای جدیدی بر روی این زیارتگاه گرفت و مطابق با طرح ارائه‌شده قرار بود گنبد بسیار بلندی بر فراز ساختمان امام‌زاده نصب شود. این در حالی است که براساس ضوابط جهانی، وجود سازه‌ای با ارتفاع بیش از ۷/۵ متر در حریم منظری آثار تاریخی ممنوع است و از طرف دیگر ساخت گنبد در معماری مناطق کوهستانی امر مرسومی نیست و این شکل از معماری چندان با هویت معماری منطقهٔ کرمانشاه سازگاری ندارد.
ادارهٔ اوقاف و امور خیریهٔ کرمانشاه از روز دوشنبه ۱۴ آذر ۱۳۹۰ مقارن با روز تاسوعا با آوردن جرثقیل به محل امام‌زاده کار ساخت گنبد را آغاز کرد. با آغاز کار ساخت گنبد، یگان حفاظت از میراث فرهنگی استان در محل امام‌زاده حاضر شده و تذکر می‌دهد، اما کار ادامه می‌یابد. حتی حضور مدیرکل میراث فرهنگی استان، رئیس ادارهٔ اجرائیات شهرداری کرمانشاه و رئیس پاسگاه انتظامی طاق‌بستان نیز نمی‌تواند مسئولین اوقاف را از نصب گنبد منصرف کند، و حتی با انجام سخنرانی در بین عزاداران سعی می‌کنند مردم را به تحرک وادارند. به دنبال این واکنش‌ها فرماندار کرمانشاه به عنوان رئیس شورای تأمین شهر کرمانشاه به محل آمده و به مسئولین اوقاف تذکر می‌دهد، اما باز هم نصب گنبد ادامه می‌یابد؛ و حسینی مقدم مدیرکل اوقاف و امور خیریهٔ استان کرمانشاه در پاسخ طرح این مسئله را «یک موضوع سیاسی» عنوان می‌کند که با نیات خاص علیه ادارهٔ کل اوقاف مطرح می‌شود.
کمیسیون حقوق بشر کانون وکلای دادگستری استان‌های کرمانشاه و ایلام در ۲۴ اسفند ۱۳۹۰ با صدور بیانیه‌ای از ادارهٔ اوقاف خواست که به نظر کارشناسان ادارهٔ میراث فرهنگی تمکین کند.
علیرغم اعتراض و انتقادات فعالان میراث فرهنگی، مسئله تا مدت‌ها با سکوت و تعلل مواجه شد و حتی مسعود علویان صدر معاون میراث فرهنگی کشور در سفر یک‌روزه خود به کرمانشاه از موافقت با ساخت حوزه علمیه توسط امام جمعهٔ کرمانشاه در محدودهٔ شکارگاه تاریخی خسروپرویز خبر داد.
در فروردین ۱۳۹۱ مسئولان ادارهٔ اوقاف علیرغم توافقات عملیات سخت گنبد را از سر گرفتند که با صدور حکم قضایی ادامهٔ کار متوقف ماند.
در مرداد ۱۳۹۱ علیرضا مرادی بیستونی سرپرست وقت پایگاه طاق‌بستان اعلام کرد که ادارهٔ اوقاف با پایین آمدن گنبد موافقت کرده و کوتاه کردن ساقهٔ گنبد نیز توسط آن اداره در دست بررسی است.
در اردیبهشت ۱۳۹۲ سید محمدباقر حسینی اراکی مدیرکل اوقاف و امور خیریهٔ استان کرمانشاه اعلام کرد که این اداره کاهش ارتفاع ساقهٔ گنبد امام‌زاده به میزان ۱/۲ متر را پذیرفته‌است و ادارهٔ کل میراث فرهنگی نیز در مقابل تقبل کرده که ۲۰۰ میلیون به زیارتگاه‌هایی که میراثی هستند و به ثبت ملی رسیده‌اند، پرداخت کند. وی همچنین از انجام مطالعات «طرح جامع بقعهٔ امام‌زاده ابراهیم» خبر داد که به گفتهٔ او قرار است به «مجموعه‌ای فرهنگی با نمای تاریخی» تبدیل شود و فضاهای فرهنگی و اقامتی را در بر بگیرد. در خرداد ۱۳۹۲ اعلام شد که برای کاهش ارتفاع ساقهٔ گنبد امام‌زاده مناقصه برگزار شده و قرارداد اولیه‌ای بسته شده که بر اساس آن این کار باید در مدت ۷۵ روز انجام شود.
سید احسان احسانی عضو شورای شهر کرمانشاه در مهر ۱۳۹۶ اعلام کرد که وضعیت امام‌زاده ابراهیم در طرح ساماندهی طاق‌بستان هنوز تعیین تکلیف نشده و هنوز مشخص نیست که آیا این بقعه می‌تواند به عنوان بخشی از محوطهٔ طاق‌بستان ثبت جهانی بشود یا خیر. وی تخریب ساختمان امام‌زاده را نیز نشدنی دانست. به گفتهٔ حسین راعی مدیر پایگاه طاق‌بستان نیز کاهش ارتفاع این بقعه را کنترل شده دانسته و اظهار داشته که با توجه به ضوابط میراث فرهنگی امکان گسترش آن وجود ندارد.

### خشک شدن چشمه
نیمه‌شب روز جمعه ۱۹ تیر ۱۳۹۴ در یک رخداد بی‌سابقه چشمه‌های هزاران سالهٔ طاق‌بستان به یکباره خشکیدند. نگهبان شیفت شب محوطهٔ تاریخی که شاهد این رخداد بود گفت:
سطح آب هر دو چشمه در مقابل چشمان من و چندی دیگر از افراد شیفت به سرعت پایین می‌رفت و انگار نیرویی مکنده در زیر چشمه‌ها، آب را به سمت زمین می‌کشید. نهایتاً در کمال ناباوری، سرآب طاق‌بستان در کمتر از ۴۰ دقیقه به‌طور کامل محو شد.
مدیرعامل شرکت آب منطقه‌ای کرمانشاه این رخداد را یکباره ندانست و اعلام کرد که براساس آمارهای بارندگی از ابتدای سال آبی جاری، ۳۱ درصد کاهش بارندگی در استان کرمانشاه اتفاق افتاده و این کمبود بارش سبب افت منابع آبی استان شده‌است. وی اظهار کرد که آبدهی چشمه از حدود ۱۴۷۰ لیتر در فروردین سال ۹۴، به عدد ۹۸۵ لیتر در اردیبهشت ماه و ۳۲۳ لیتر در خرداد کاهش یافته و در تیرماه به صفر رسیده‌است. وی همچنین گفته‌بود که شرکت آب منطقه‌ای کرمانشاه فقط مسئول آب‌های سطح زمین را دارد و اقدامی برای نگه داشتن آب در داخل چشمه ندارد.
خشک شدن این چشمه انگیزهٔ ساخت مستندی به نام «چند هزار سال و ۴۰ دقیقه» توسط سعید رسولی شد که به ماجرای خشک شدن چشمه چند هزار سالهٔ طاق‌بستان در ۴۰ دقیقه می‌پردازد و ابعادی از فاجعهٔ زیست‌محیطی در استان کرمانشاه را به تصویر می‌کشد.
اگرچه در ابتدا دلایل متعددی همچون خشکسالی، پایین رفتن سطح آب‌های زیرزمینی، برداشت بی‌رویه از آب‌های زیرزمینی، جابه‌جا شدن گسل و … به عنوان عامل این رخداد بی‌سابقه مطرح شد، اما هرگز توضیح دقیقی مبنی بر عل وقوع آن داده نشد و مشخص نشد که وقوع این پدیده با چه دلایلی قابل توضیح است. دو عامل خشکسالی و حفر چاه‌های غیرمجاز در محدودهٔ «طاق‌بستان» به همراه دو عامل وجود معادن و ساخت‌و ساز در اطراف دریاچه اصلی‌ترین عواملی بودند که به عنوان توضیحی برای بروز این پدیده مورد اشاره قرار گرفتند. همچنین «دیده‌بان یادگارهای فرهنگی و طبیعی ایران» در تاریخ ۱۵ آذر ۱۳۹۴ طی نامه‌ای به سازمان میراث فرهنگی دلایل متعددی را برای این رخداد برمی‌شمرد و در کنار سایر موارد، از حفر دو حلقه چاه غیرمجاز در پادگان نظامی سپاه در در منطقهٔ تنگ کِنِشت در نزدیکی تاق‌بستان، و همچنین ساخت کارخانهٔ آب معدنی در نزدیکی این اثر تاریخی خبر می‌دهد. با این حال در چهارشنبه ۲۴ تیر ۱۳۹۴ اعلام شد که از ساعت ۲۰:۱۴ دقیقه عصر بار دیگر آب در چشمهٔ طاق‌بستان جوشیده و در بستر دریاچه جاری شده‌است. علی فعله‌گری مدیرکل میراث فرهنگی، صنایع دستی و گردشگری استان کرمانشاه این امر را حاکی از ان دانست که مسیر کاست چشمه‌ها هنوز فعال است و برخی نظرات مبنی بر احتمال مسدود شدن جریان انتقال آب از دل زمین بر اثر فعل و انفعالات زمین را نفی می‌کند. با آغاز فصل پاییز و افزایش بارندگی‌ها وضعیت چشمهٔ طاق‌بستان نیز بهبود پیدا کرد. در ماه آبان اعلام شد که آب‌دهی چشمه پس از یک دورهٔ کم‌آبی به ۲۴۰۰ لیتر در ثانیه رسیده‌است.
پس از شش سال در ۱۷ مرداد ۱۴۰۰ نیز مدیرعامل شرکت آب و فاضلاب استان کرمانشاه اعلام کرد که چشمۀ طاق‌بستان به دلیل بارش بسیار کم و خشکسالی بار دیگر در آستانۀ خشک شدن قرار گرفته و دبی آن از ۷۰۰ تا ۸۰۰ لیتر در ثانیه در سال‌های پربارش، به ۷۰ تا ۸۰ لیتر در ثانیه رسیده‌است. وی اعلام کرد که شرکت آب و فاضلاب استان کرمانشاه به دنبال وقوع خشکسالی و افت دبی تعدادی از منابع آبی شهر قصد داشته از آب چشمۀ تاق‌بستان برای تأمین آب آشامیدنی شهر کرمانشاه استفاده کند، اما دبی این چشمه به قدری کم بوده که آب خروجی حتی تا تصفیه‌خانه نیز نمی‌رسیده‌است. میانگین دبی آب چشمۀ طاق‌بستان از ۴۲۷ لیتر در ثانیه در سال آبی گذشته (۱۳۹۸-۱۳۹۹) به ۴۶ لیتر در ثانیه در سال ۱۴۰۰ رسیده‌است.

### ساخت قبرستان در پارک شرقی
در فروردین ۱۳۹۹ اخباری مبنی بر اقدام شهرداری کرمانشاه نسبت به دیوارکشی در محدودهٔ پارک شرقی طاق‌بستان در فاصلهٔ بسیار نزدیک به محوطهٔ تاریخی منتشر شد. دادستانی کرمانشاه در رابطه با بعد حقوقی این اقدام وارد عمل شده و این فعالیت‌ها را زمین‌خواری دانست و ضمن دستور به تخریب دیوارکشی‌ها از برخورد با عوامل این اقدام خبر داد. امید قادری مدیرکل میراث فرهنگی، صنایع دستی و گردشگری کرمانشاه نیز این ساخت و سازها را کاملاً غیرقانونی و بدون استعلام از میراث فرهنگی دانست.
امید قادری اضافه کرد: شهرداری باتوجه به شیوع بیماری کرونا و تعطیلات نوروز ساخت و ساز را در بوستان شرقی به‌سرعت شروع کرد، درحالی که توقع داشتیم از میراث فرهنگی استعلام می‌گرفت و ما را در جریان قرار می‌دادند. با این حال سعید طلوعی شهردار کرمانشاه این اقدام دستگاه خود را زمین‌خواری ندانست و اظهارداشت که مردم از مدت‌ها قبل به دلیل وجود یک امامزاده قدیمی در طاقبستان اجساد را در آنجا دفن می‌کرده‌اند و این حق مسلمانان است که کماکان بتوانند اجساد را در همان منطقه دفن کنند و به دلیل کمبود جا برای دفن اجساد در باغ فردوس کرمانشاه باید طرح پراکنده‌سازی قبرستان در سطح شهر را اجرا کرد. این در حالی است که قبرستان جدید کرمانشاه به نام بهشت زهرا به وسعت ۳۰ هکتار از سال ۱۳۸۵ اقدام به پذیرش اموات کرده و از سال ۱۳۹۳ نیز رسماً گشایش یافته و قرار است سازمان آرامستان‌های شهرداری کرمانشاه ۱۰۰ هکتار زمین دیگر را نیز به منظور توسعهٔ آن تملک کند و درواقع کمبود فضا برای دفن اموات در این شهر وجود ندارد. علاوه بر این طاق‌بستان علیرغم قرارگیری در درون محدودهٔ شهر کماکان به عنوان یک روستا شناخته می‌شود و مجوز تأسیس گورستان می‌باید توسط دهیاری صادر شود. افزون بر این متولی امام‌زاده ابراهیم نیز ادارهٔ اوقاف و امور خیریه است و قبلاً در طرح توسعهٔ امام‌زاده دور قبرستان قدیمی این امام‌زاده حصارکشی شده و محوطهٔ مورد نظر شهرداری برای تبدیل به قبرستان جزو امام زاده و صحن آن قرار نگرفته‌است. به جز این‌ها زمین‌های محوطهٔ پارک شرقی طاق‌ّستان به ادارهٔ منابع طبیعی تعلق دارد و شهرداری نمی‌تواند ادعای تملک آن را داشته‌باشد.

### ساخت تله‌کابین در محوطهٔ طاق‌بستان
بحث احداث پروژه تله‌کابین در محوطهٔ طاق‌بستان کرمانشاه از اوایل دههٔ ۱۳۹۰ (حدود ۱۶ سال پیش) مطرح شده و حتی اقدام‌هایی نیز در راستای ساخت آن انجام شده، اما علیرغم پی‌ریزی چندین ستون بتونی و برپایی چند تیرک آهنی بر فراز کوه طاق‌بستان پروژهٔ ساخت آن به دلایل کارشناسی متوقف شده‌است.
می‌توان گفت که به جز ادارهٔ کل میراث فرهنگی، گردشگری و صنایع دستی استان کرمانشاه که ظاهراً به دلایل فرهنگی و به دلیل آسیب جبران‌ناپذیر تله‌کابین به هویت تاریخی طاق‌بستان با اجرای آن مخالف است، بقیهٔ دستگاه‌ها مخالفتی با اجرای آن ندارند. با این حال بر سر مسئلهٔ سودبری از این پروژه میان ارگان‌های مختلف رقابت وجود دارد و یکی از مهم‌ترین مسائل در رابطه با ساخت تله‌کابین در محدودهٔ طاق‌بستان، مربوط به مشارکت و سودبری شهرداری کرمانشاه از این پروژه است. اگرچه در سال‌های گذشته مدیران استان بارها این طرح را به سرمایه‌گذاران متعددی معرفی کرده و حتی تعدادی از آن‌ها همچون بنیاد مستضعفان را نسبت به سرمایه‌گذاری در آن اقناع کرده و اقدامات مقدماتی نیز توسط آنان برای اجرای پروژه صورت گرفته‌است، اما از آنجا که شهرداری کرمانشاه اصرار دارد حتماً در این پروژه مشارکت داشته‌باشد، مسئلهٔ تعیین سرمایه‌گذار همیشه بی‌نتیجه مانده‌است. درواقع به کفتهٔ طلوعی شهردار کرمانشاه شهرداری این شهر درآمد پایدار ندارد و می‌باید به دنبال ایجاد منابعی برای تأمین درآمدهای پایدار خود باشد.
در تابستان ۱۳۹۸ مؤسسهٔ اعتباری ملل برای سرمایه‌گذاری در اجرای پروژهٔ تله‌کابین اعلام آمادگی کرد، اما شهرداری کرمانشاه این موضوع را نپذیرفت و اعلام کرد که قصد دارد این پروژه را با اعتبارات خود اجرایی کند. در واقع یکی از شروط شهرداری برای واگذاری پروژه به هر سرمایه‌گذار شراکت خودش در این پروژه بوده‌است. علیرغم این مسائل کار ساخت تله‌کابین در نیمهٔ اول سال ۱۳۹۹ با شدت بسیار انجام شده و آسیب‌های ناشی از آن نیز نمود بیشتری پیدا کرده‌است.
در اوایل دهه ۱۳۹۰ و پس از برگزاری دومین جلسه برای احداث تله‌کابین، پایه‌های پل تله‌کابین دقیقاً در بالای آثار تاریخی طاق‌بستان نصب شد و پیمانکار قصد داشت تله‌کابین را بر فراز عرصهٔ این اثر تاریخی به حرکت درآورد. اگرچه جلوی این عمل مخرب گرفته شد و روند عملیاتی آن متوقف شد، اما نشانه‌های آن اقدام هنوز هم در مسیر کوهنوردی پشت طاق‌ها و در نقاط مختلف کوه طاق‌بستان به جای مانده‌است.
در فروردین و اردیبهشت ۱۳۹۹ سعید طلوعی شهردار کرمانشاه از سرعت گرفتن عملیات ساخت تله‌کابین طاقبستان خبر داد و گفت این پروژه در دههٔ فجر امسال افتتاح خواهد شد. او گفت هوشنگ بازوند استاندار کرمانشاه و معاون عمرانی او نیز خواهان ساخت این پروژه هستند، اما نسبت به کندی روند اجرای آن انتقاد کرده و شهرداری را مقصر دانسته‌اند که از ورود سرمایه‌گذاران قدرتمند به این پروژه جلوگیری می‌کند و خود نیز با توجه به اعتبارات محدود توانایی تسریع در روند آن را ندارد. طلوعی در پاسخ به استاندار گفته که «اگر من نبودم تله کابین به هیچ عنوان راه نمی‌افتاد.»
به گفتهٔ طلوعی شهردار کرمانشاه مسیر تله کابین از محدودهٔ پارک کوهستان آغاز شده و به دشت کاهو در ارتفاعات طاق‌بستان متصل می‌شود. او وعده داده که ساخت تله‌کابین باعث می‌شود در مراحل بعدی هتل و مجموعه‌های ورزشی در محوطهٔ طاق‌بستان ساخته شود، اقدامی که در صورت عملی شدن چیزی از هویت تاریخی حریم زرد طاق‌بستان باقی نخواهد گذاشت و آسیبی جدی به منظر طبیعی، تاریخ یو فرهنگی مجموعهٔ طاق‌بستان وارد خواهد کرد.
در تیر ۱۳۹۹ خبرگزاری ایسنا در گزارشی تصویری از شکافتن دل کوه و تخریب مناظر بکر و طبیعی کوه‌های محوطهٔ پارک کوهستان در مجاورت طاق‌بستان با استفاده از بیل‌های مکانیکی به منظور هموار کردن زمین برای ساخت ستون‌های تله‌کابین ارائه کرد. این در حالی است که این مناطق در پهنهٔ زرد حریم اثر تاریخی طاق‌بستان قرار دارند و بخش مهمی از محوطهٔ هزار هکتاری طرح جامع طاق‌بستان نیز به‌شمار می‌آیند. گفته می‌شود که طرح اولیهٔ احداث تله‌کابین بر فراز طاق‌بستان که در سال‌های گذشته به تصویب رسیده، حتی به امضای برخی از اعضای شورای فنی سازمان وقت میراث فرهنگی نیز رسیده‌است.
احداث تله‌کابین همچنین حریم منظری محوطهٔ تاریخی را نیز مخدوش می‌کند.
مسئولان استان کرمانشاه اصرار دارند که تله‌کابین کرمانشاه به تأسی از تله‌کابین گنج‌نامه این منطقه را به منطقه‌ای تجاری و اقتصادی تبدیل می‌کند.
در آبان ۱۳۹۶ هوشنگ بازوند استاندار کرمانشاه در بازدید از محوطهٔ طاق‌بستان، از ضرورت ارائهٔ طرح توجیهی اقتصادی توسط سرمایه‌گذار به منظور اجرای پروژهٔ تله‌کابین در محدودهٔ دامنهٔ کوه طاق‌بستان و پارک کوهستان خبر داد.
در حالی که طرح ساخت تله‌کابین هنوز به تصویب نهایی نرسیده، کار ساخت تأسیسات مرتبط با آن سرعت گرفته و در تابستان ۱۳۹۹ تخریب مناظر بکر و طبیعی کوه طاق‌بستان به منظور ساخت فواره در مسیر عبور تله‌کابین انجام گرفته‌است.
علاوه بر تمام این آسیب‌ها بیم آن می‌رود که محوطهٔ طاق‌بستان و پارک کوهستان به مکانی پر از زباله تبدیل شود.
همچنین علاوه بر آثار تاریخی طاق‌بستان و دیگر میراث فرهنگی موجود در این محوطه، غارهای دواشکفت نیز که آثار تاریخی مهمی را در خود جای داده‌اند از عملیات ساخت و ساز و همچنین احداث تله‌کابین دچار آسیب می‌شوند. کمترین آسیب به این غارهای باستانی که قدیمی‌ترین نشانه‌های زندگی انسانی در شهر کرمانشاه را در خود جای داده‌اند، لرزشی است که در اثر فعالیت‌های عمرانی و نیز در آینده عبور مستمر تله‌کابین به آن‌ها وارد می‌آید.
در اردیبهشت ۱۴۰۴ «انجمن همکاری توسعه و تعالی استان کرمانشاه» با ارسال نامه‌ای به رئیس جمهور وقت مسعود پزشکیان ضمن اشاره به فرسودگی سنگ‌های آهکی تشکیل‌دهندۀ طاق‌بستان به سه گونه تهدید فیزیکی (لرزه‌های ناشی از ماشین‌آلات)، بصری (سازه‌های بلندمرتبۀ تله‌کابین) و گردشگری بی‌ضابطه (آسیب‌های ناشی از افزایش ناگهانی بازدیدگنندگان) اشاره کرد و خواهان ممانعت از ساخت تله‌کابین شد.